# El árbol del perdón (pintura)
El árbol del perdón —en inglés: The Tree of Forgiveness— es una pintura al óleo de Edward Burne-Jones, pintor inglés relacionado con la Hermandad Prerrafaelita. Esta pintura se halla en la Lady Lever Art Gallery, y existe una versión previa a la aguada —titulada Filis y Demofonte— en el Museo y Galería de Arte de Birmingham.

## Introducción
Esta obra ilustra una leyenda de la mitología clásica, citada por Geoffrey Chaucer —muy admirado por los prerrafaelitas— en su Legend of good Women y en las Heroidas de Ovidio.  Acabada la Guerra de Troya, Demofonte —hijo de Teseo— se quedó en la corte del rey de Tracia, cuya hija Filis se enamoró del visitante. Demofonte accedió a casarse con ella, pero primero tuvo que ir a Atenas. Estuvo ausente tanto tiempo que Filis perdió la esperanza de su regreso y se quitó la vida. Los dioses se apiadaron de ella y la convirtieron en un almendro. Cuando el arrepentido Demofonte finalmente regresó, abrazó el almendro, que inmediatamente floreció, apareciendo Filis para perdonarle.

## Descripción de la obra
- Port Sunlight, Lady Lever Art Gallery. Accession number LL 3635;[4]
- Pintura al óleo sobre lienzo;
- Dimensiones::195,5 x 106,7 cm;
- Datación: 1881-1882;
- Firmado y datado::E.B.J 1882.

Burne-Jones representa el momento del perdón. Un paisaje esquemático es el trasfondo de un exuberante almendro en flor, dentro del cual aparece Filis, que vuelve a transformarse en mujer. Sus cabellos están aún enzarzados en las ramas, y abraza a Demofonte con ambos brazos. Burne-Jones estuvo varias veces en Italia en la década de 1870, donde estudió las obras de Miguel Ángel, cuya influencia se refleja especialmente en la musculatura de Demofonte.

## Procedencia
1. Comprada al artista por la Galería Agnew el 1 de mayo de 1882.
2. Vendida al coleccionista William Emery;
3. Subastada varias veces, incluso por Christie's en Londres.
4. Propiedad de Lord St. Davids
5. Comprada por los marchantes de arte Gooden & Fox,
6. Vendida en 1918 a William Lever para la Lady Leber Art Gallery, creada en memoria de su difunta esposa.[4]

## Primera versión (titulada "Filis y Demofonte")

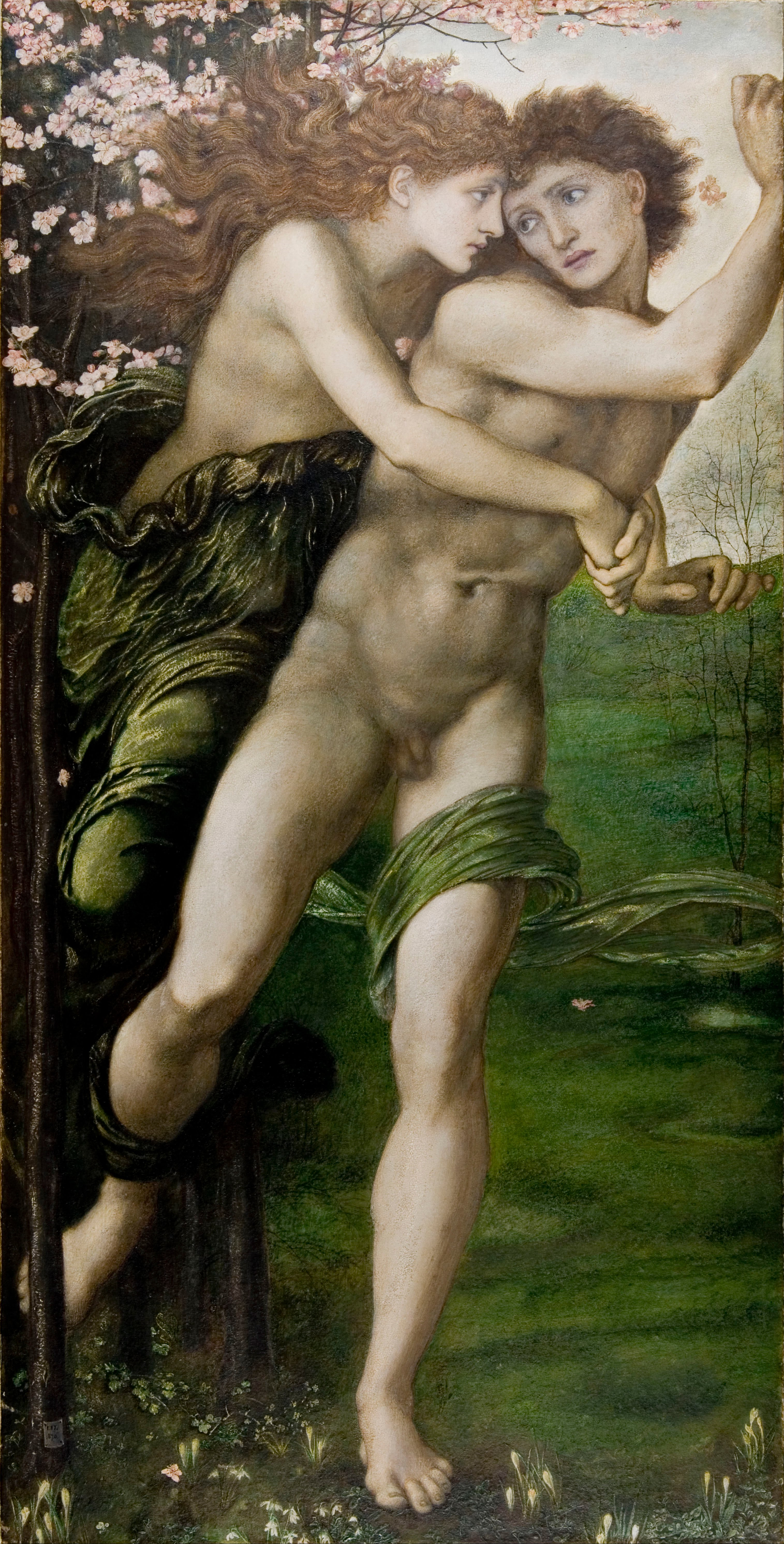

### Descripción de la obra
- Museo y Galería de Arte de Birmingham;
- Datación: 1870;
- Dimensiones: 93,8 × 47,5 cm;
- Técnica: Aguada sobre papel.[6]

Esta obra causó un escándalo público en su momento, ya que Demofonte aparece totalmente desnudo, y Filis envuelta en una tela semitransparente. Por otra parte, el rostro de Filis es el de Maria Zambaco, con quien el pintor tenía una relación extramarital. Ambas cosas se consideraron inadecuadas, por lo que La Royal Watercolour Society pidió que esta obra se retirara de la exposición, a lo que accedió Burne-Jones, quien se dio de baja de aquella institución.